# Talius
Talius war ein antiker römischer Toreut (Metallbearbeiter), der im letzten Viertel des 1. Jahrhunderts in Gallien tätig war.

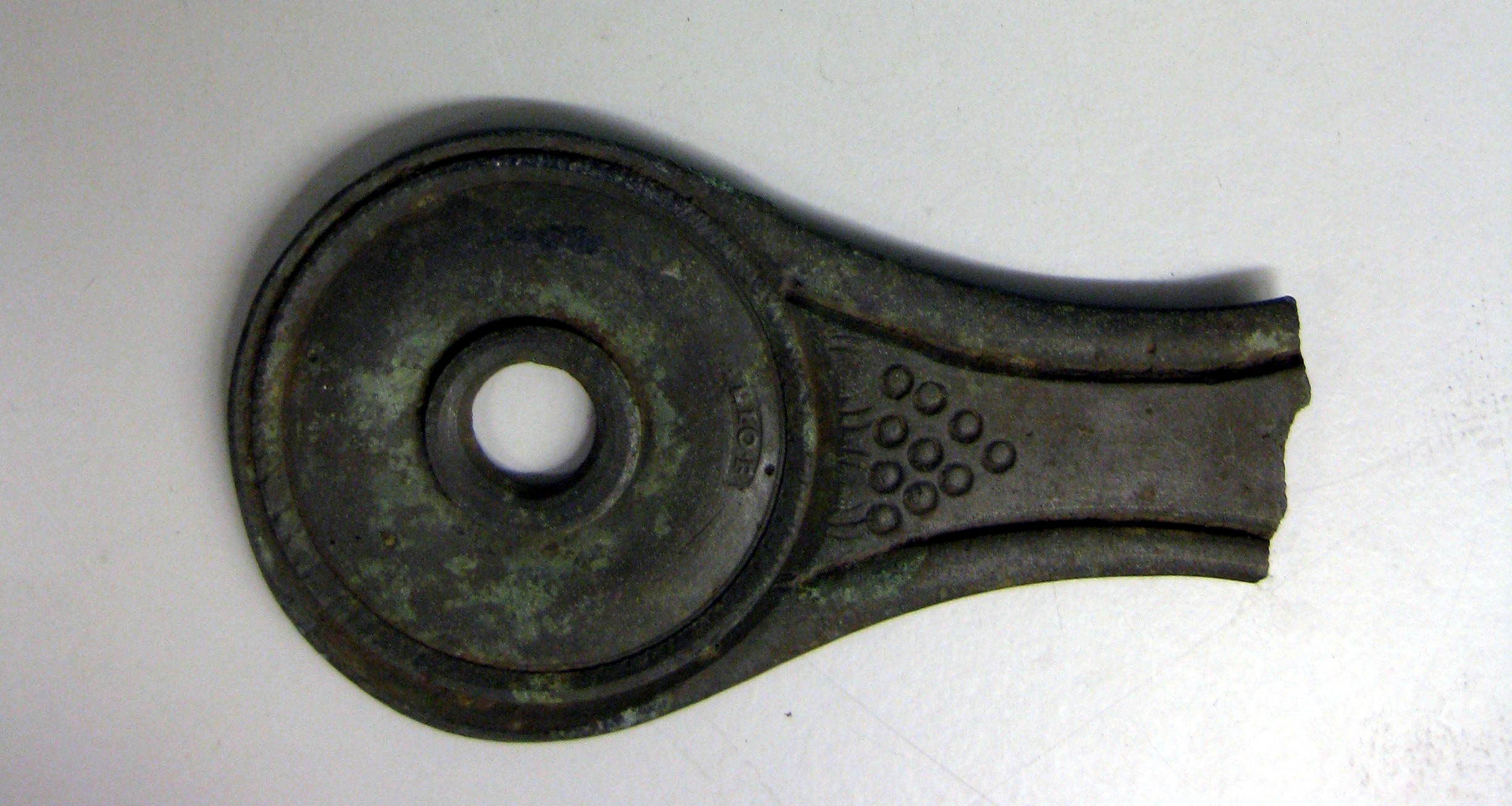
Griff einer Kasserolle mit der Signatur des Talius aus dem Landesmuseum Württemberg

Talius ist heute nur noch aufgrund von fünf Signaturstempeln auf fünf bronzenen Kasserollen bekannt. Die Verteilung der Stücke weist eine breite Streuung auf, sie wurden in fünf verschiedenen modernen Ländern gefunden. Keines der Stücke wurde in der Produktionsregion Gallien (Frankreich) gefunden. Vier Kasserollen wurden in Regionen entdeckt, die zumindest zeitweise zum Römischen Reich gehörten, eine wurde im „Barbaricum“ (Polen) ausgegraben. Die Signatur lautet lateinisch TALIO F, ergänzt zu Talio f(ecit), Talius hat (es) gemacht. Bei den Stücken handelt es sich um:
1. Bronzekasserolle; gefunden in Clifton, Westmorland, Cumbria, England; ehemals in der Sammlung Leathes, Somerleyton Hall.[1]
2. Bronzekasserolle; aus einem Depotfund in Târgu Secuiesc (Tîrgu Secuiesc, deutsch Szekler Neumarkt), Kreis Covasna, Rumänien; heute im Kunsthistorischen Museum in Wien.[2]
3. Bronzekasserolle; aus einem Körpergrab in Żegocino (Segenthin) bei Sławno (Schlawe), Woiwodschaft Westpommern, Polen (zur Fundzeit Deutsches Reich); heute in der Antikensammlung der Staatlichen Museen zu Berlin.[3]
4. Bronzekasserolle; gefunden in Salerno, Provinz Salerno, Kampanien, Italien.[4]
5. Bronzekasserollen-Griff; gefunden im Kastell Burladingen, Hausen im Killertal, Burladingen, Zollernalbkreis, Baden-Württemberg; heute in der Antikensammlung des Landesmuseums Württemberg in Stuttgart.[5]

## Einzelbelege
1. ↑  Richard Petrovszky: Studien zu römischen Bronzegefäßen mit Meisterstempeln. Leidorf, Buch am Erlbach 1993, S. 303, Nr. T.01.01.
2. ↑  Inventarnummer VI 1674; Richard Petrovszky: Studien zu römischen Bronzegefäßen mit Meisterstempeln. Leidorf, Buch am Erlbach 1993, S. 303, Nr. T.01.02; CIL 3, 01640,4 = CIL 13, 10036,75.
3. ↑  Inventarnummer 3765; Richard Petrovszky: Studien zu römischen Bronzegefäßen mit Meisterstempeln. Leidorf, Buch am Erlbach 1993, S. 303, Nr. T.01.03; CIL 13, 10036,75.
4. ↑  Richard Petrovszky: Studien zu römischen Bronzegefäßen mit Meisterstempeln. Leidorf, Buch am Erlbach 1993, S. 304, Nr. T.01.04.
5. ↑  Inventarnummer R. 26,14; Richard Petrovszky: Studien zu römischen Bronzegefäßen mit Meisterstempeln. Leidorf, Buch am Erlbach 1993, S. 304, Nr. T.01.05.

| Personendaten    | Personendaten                      |
| ---------------- | ---------------------------------- |
| NAME             | Talius                             |
| KURZBESCHREIBUNG | antiker römischer Toreut           |
| GEBURTSDATUM     | 1. Jahrhundert                     |
| STERBEDATUM      | 1. Jahrhundert oder 2. Jahrhundert |